# Ugo Fano

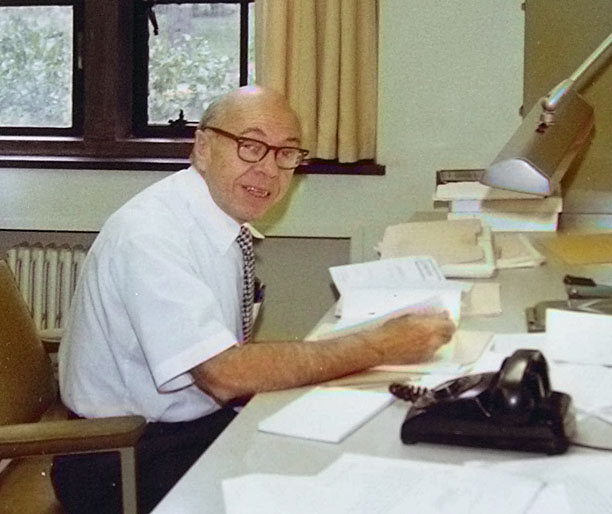
Ugo Fano

Ugo Fano (Turín, 28 de julio de 1912 – Chicago, 13 de febrero de 2001) fue un físico teórico italiano nacionalizado estadounidense.

## Biografía
Nació en una acomodada familia judía de Turín. Su padre era el matemático Gino Fano.
Se doctoró en matemáticas en la Universidad de Turín con la tesis Sul Calcolo dei Termini Spettrali e in Particolare dei Potenziali di Ionizzazione Nella Meccanica Quantistica; trabajó con Enrico Fermi en Roma en el grupo de Los chicos de la Vía Panisperna y de 1936 a 1937 con Werner Heisenberg en Leipzig. Tras casarse con la maestra Camilla Lattes, tuvieron que huir a Estados Unidos por la persecución antisemita de la Segunda Guerra Mundial; allí trabajó como catedrático en la Universidad de Chicago.